# Justicia
Justicia è un singolo del cantante colombiano Silvestre Dangond e della cantante dominicana Natti Natasha, pubblicato il 29 giugno 2018 su etichetta discografica Sony Music Latin. Il brano è stato scritto dai due interpreti insieme a Andrés Castro, Jesús Herrera, Ramón Ayala, Mario Cáceres e Roland Valbuena.

## Tracce
Download digitale
1. Justicia – 3:29

## Classifiche

### Classifiche settimanali
| Classifica (2018) | Posizione massima |
| ----------------- | ----------------- |
| Argentina         | 76                |

### Classifiche annuali
| Classifica (2018) | Posizione |
| ----------------- | --------- |
| Colombia          | 8         |
| Ecuador           | 15        |
| Honduras          | 85        |
| Panama            | 83        |
| Venezuela         | 37        |